# Barnag, Veszprém
Barnag  este un sat în districtul Veszprém, județul Veszprém, Ungaria, având o populație de 138 de locuitori (2011). 

## Demografie
Componența etnică a satului Barnag
     Maghiari (76,16%)
     Germani (11,63%)
     Români (4,65%)
     Romi (4,65%)
     Necunoscut (2,91%)
     Alții (2,91%)
Componența confesională a satului Barnag
     Romano-catolici (45,65%)
     Reformați (21,74%)
     Fără religie (13,04%)
     Necunoscută (19,57%)
Conform recensământului din 2011, satul Barnag avea 138 de locuitori. Din punct de vedere etnic, majoritatea locuitorilor (76,16%) erau maghiari, existând și minorități de germani (11,63%), români (4,65%) și romi (4,65%). Apartenența etnică nu este cunoscută în cazul a 2,91% din locuitori. Nu există o religie majoritară, locuitorii fiind romano-catolici (45,65%), reformați (21,74%) și persoane fără religie (13,04%). Pentru 19,57% din locuitori nu este cunoscută apartenența confesională.